# رينيه بايتر
رينيه بايتر (بالألمانية: René Pitter)‏ هو لاعب كرة قدم نمساوي في مركز الوسط، ولد في 8 يوليو 1989 في بروك ان دير مور في النمسا. لعب مع Kapfenberger SV ‏.

## وصلات خارجية
- رينيه بايتر على موقع قاعدة بيانات كرة القدم.إي يو (الإنجليزية)
- رينيه بايتر على موقع Soccerway.com (الإنجليزية)